# Berlin-Friedrichshagen
Friedrichshagen is een stadsdeel in het Berlijnse zuidoostelijke district Treptow-Köpenick. Het stadsdeel telde in juni 2023 19.017 inwoners. Er is geen verband tussen Friedrichshagen en het centrale stadsdeel Berlin-Friedrichshain.
Friedrichshagen werd in 1753 als het kolonistendorp Friedrichsgnade gesticht door Frederik II van het Koninkrijk Pruisen. Friedrichshagen was een zelfstandige gemeente in Pruisen in het gebied Niederbarnim. Het werd in 1920 met de Groß-Berlin-Gesetz ingelijfd bij Groot-Berlijn. Tot de Berlijnse districtshervorming van 2001 was het stadsdeel een onderdeel van het voormalige district Köpenick.
In het noorden en noordoosten grenzen de woonwijken aan het Berliner Stadtforst, het Berlijnse stadswoud, waarachter de gemeenten Hoppegarten en Schöneiche bei Berlin in Brandenburg liggen. In het zuidoosten en zuiden ligt het grootste meer van Berlijn, de Müggelsee, waarachter nog de Berlijnse stadsdelen Rahnsdorf en Müggelheim liggen. In het zuidwesten en westen ligt de wijk Köpenick.
Van 1869 tot de sluiting in 2010 was in het centrum van Friedrichshagen aan de rechteroever van de Spree, vlak na de passage door de Müggelsee, de Berliner Bürgerbräu gevestigd, wat tot 2010 de oudste nog actieve brouwerij van Berlijn was.
In 1888 werd in Friedrichshagen de Friedrichshagener Kreis gesticht, een kring van naturalistische dichters. Het zorgde er voor dat Friedrichshagen door schrijvers, kunstenaars en wetenschappers werd gekozen als verblijfsplaats met veel rust en natuur en dicht gelegen bij de "wereldstad" Berlijn. Friedrichshagen bleef tot op heden een kunstenaarsdorp.

## Afbeeldingen

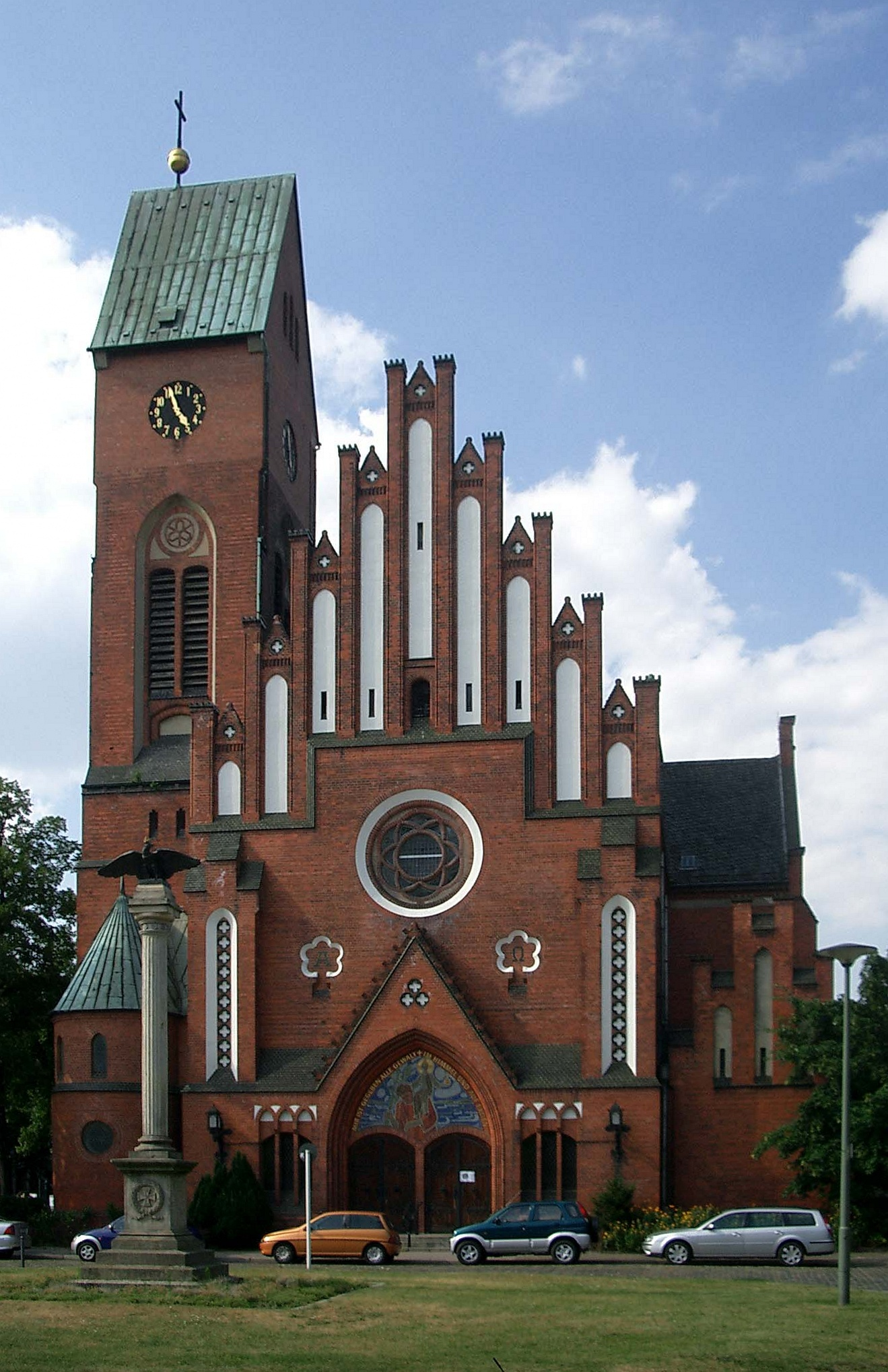
Christopheruskirche
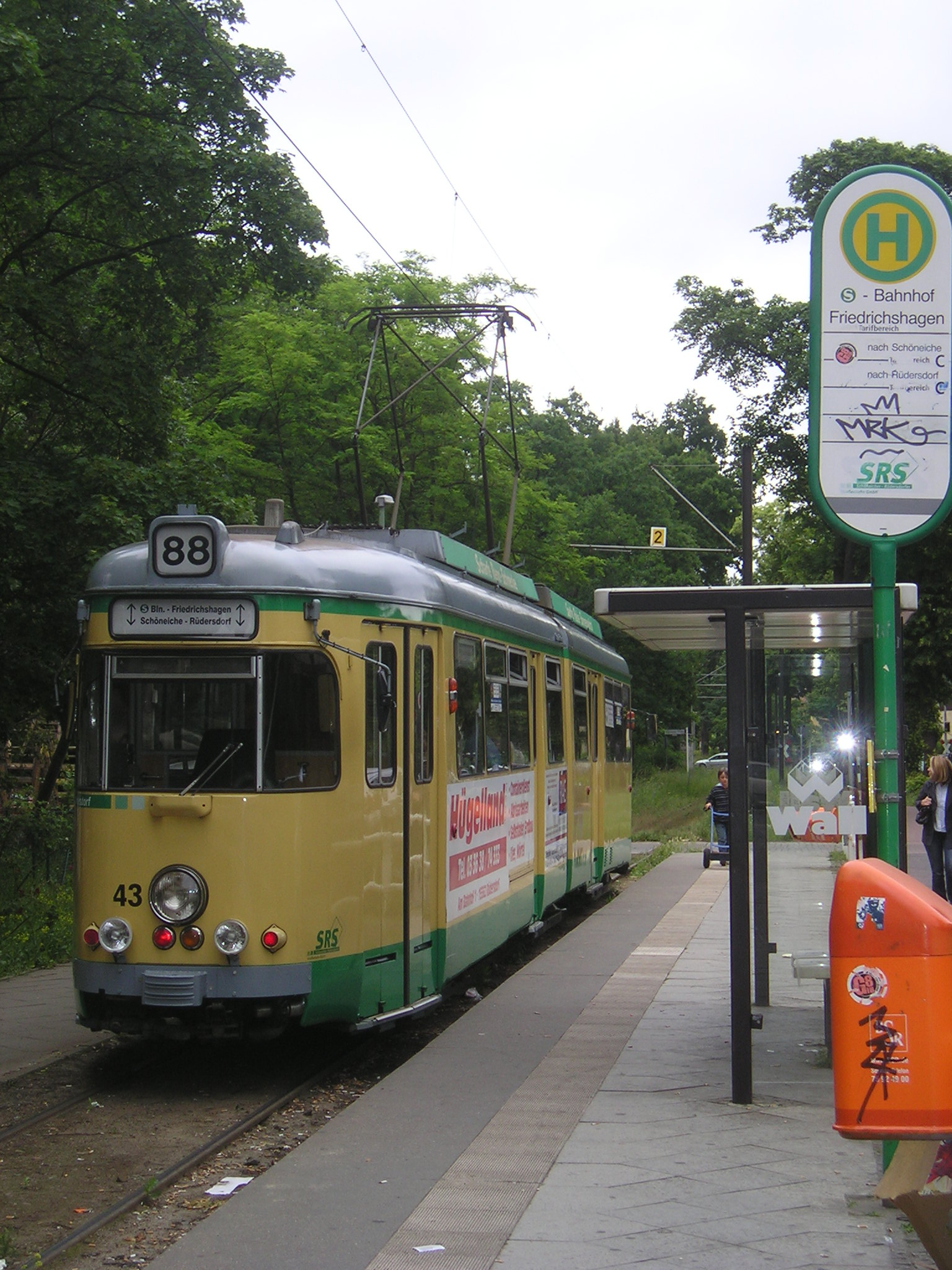
Tram 88 aan Bahnhof Friedrichshagen

Adlershof |
Altglienicke |
Alt-Treptow |
Baumschulenweg |
Bohnsdorf |
Friedrichshagen |
Grünau |
Johannisthal |
Köpenick |
Müggelheim |
Niederschöneweide |
Oberschöneweide |
Plänterwald |
Rahnsdorf |
Schmöckwitz